# ابدولاي خوما كيتا
ابدولاي خوما كيتا (23 أكتوبر 1978 بروفسك في السنغال - ) هو لاعب كرة قدم سنغالي في مركز الدفاع. لعب مع دينامو تيرانا ونادي بوفيه ونادي جان دارك ونادي نانسي وToulouse Fontaines Club ‏ ونادي إيراكليس.